# Château de Pietracassia
Le château de Pietracassia (en italien : Rocca di Pietracassia), est un ancien château médiéval en ruine situé dans la ville de Lajatico, dans la province de Pise en Toscane,.

## Histoire
Situé à 534 m d'altitude, parmi les bois de Valdera, il a été construit autour d'un gros rocher calcaire dont la fissure caractéristique semble avoir donné naissance au nom de la structure : pietra cassa signifie en fait « pierre fendue ». Une autre hypothèse sur le toponyme le relie au triumvirat romain Crassus, car certains auteurs, soulignant la présence étrusque dans la région, émettent l'hypothèse d'un intérêt romain pour la région, dédié à l'extraction du cuivre.
Précisément pour surveiller le tronçon commercial qui menait à Montecatini, il semble que le besoin se soit fait sentir d'ériger une structure défensive, placée en communication visuelle avec les tours environnantes : Monte Vaso, Chianni, Terricciola, Lajatico, Orciatico, Peccioli, Miemo. La date précise de construction est inconnue, mais selon certains auteurs, elle remonterait à l'époque lombarde. Les premières nouvelles remontent cependant à 1028 lorsqu'elle est citée dans certains documents comme un point frontalier important entre le diocèse de Volterra et le territoire pisan. Au début du XIIe siècle, propriété des comtes Cadolingi (it) de Fucecchio, la forteresse fut achetée le 26 janvier 1115 par l'évêque Ruggieri de Volterra. Bien qu'elle fût propriété ecclésiastique, la forteresse fut gérée par Pise jusqu'au siècle suivant.
Après la défaite de la république de Pise lors de la bataille de Meloria, survenue le 6 août 1284, les Lucchesi et les Florentins obtinrent le contrôle de la forteresse et de 22 autres châteaux de Valdera. En 1305, la forteresse était détenue par Giacomo (ou Jacopo) Gaetani, un puissant patricien pisan, comte de Terriccio, favorisé par les Volterrani : malgré cela, en avril 1307, les Anziani di Pisa décrétèrent que Volterra ne pouvait en aucune façon soutenir le château.
Grâce à l'influence de l'empereur Charles IV, la structure revint sous l'influence du diocèse de Volterra en 1355, mais en 1405, après un siège de la municipalité de Pise, le comte Pietro Gaetani la vendit à Florence, ainsi que les fiefs d'Orciatico et Lajatico, avant de déménager en Sicile. Après s'être rebellée contre la domination florentine en 1431, la forteresse fut reconquise au bout de trois ans et démantelée en représailles. Depuis, elle est dans un état d’abandon.

## Description

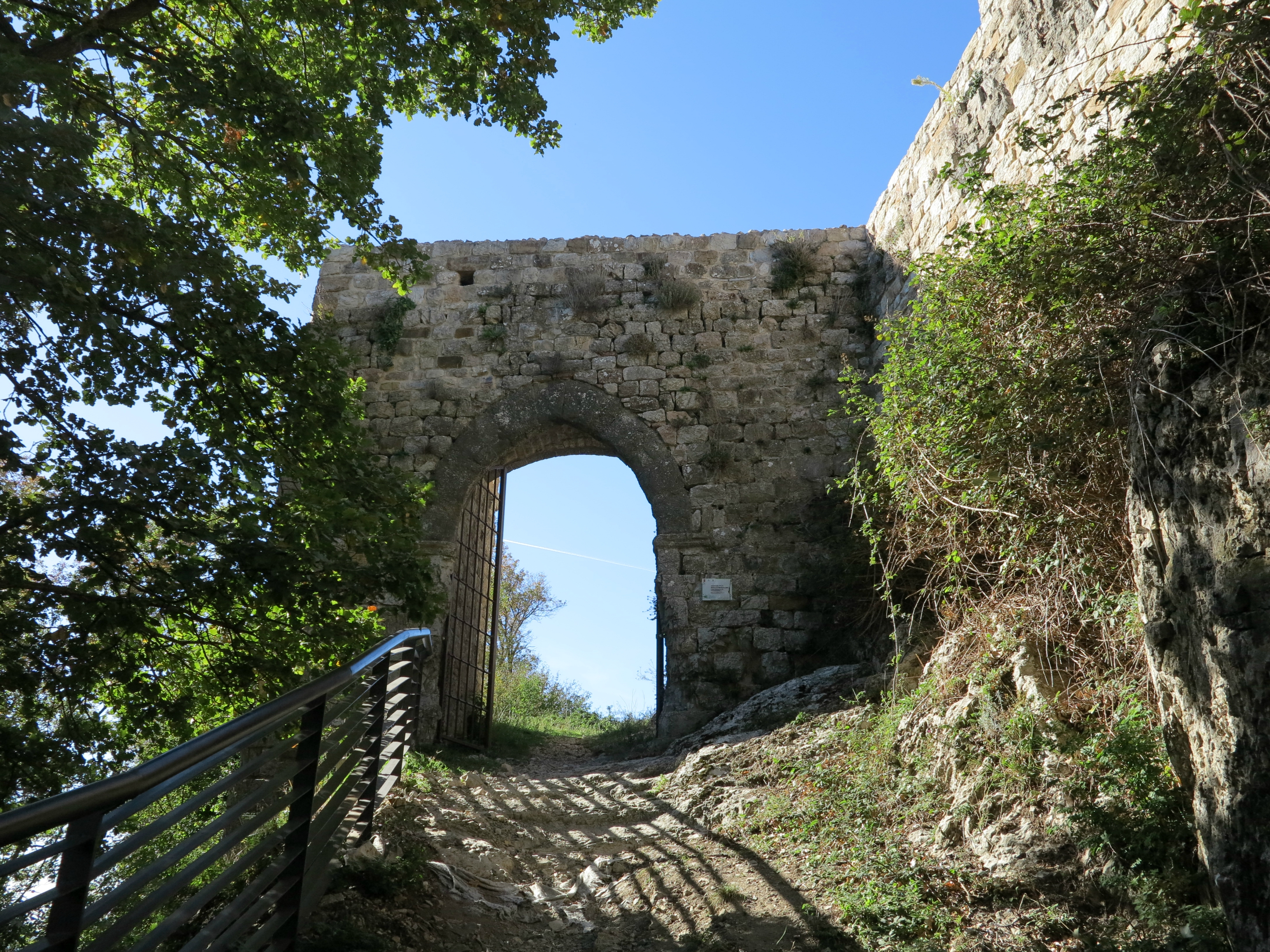
La porte d'accès.

L'ensemble fortifié est composé de deux structures distinctes : la forteresse et le château proprement dit. Le premier, plus récent, est un mur placé le long des limites de la colline pour envelopper le second, beaucoup plus ancien. La structure se termine brusquement du côté nord, formé par un surplomb rocheux. Constitués de pierres de taille calcaire extraites des carrières voisines et savamment travaillées, les murs émergent des roches environnantes sans décalage chromatique, s'intégrant parfaitement au paysage.
- La forteresse, datant du XIIIe siècle, est constituée de gros blocs de pierre liés au mortier. Cette deuxième muraille était peut-être destinée à accueillir un éventuel village à annexer au château, mais elle servait plus probablement de simple renfort pour la défense de l'ensemble du côté le plus imprenable, celui du sud.

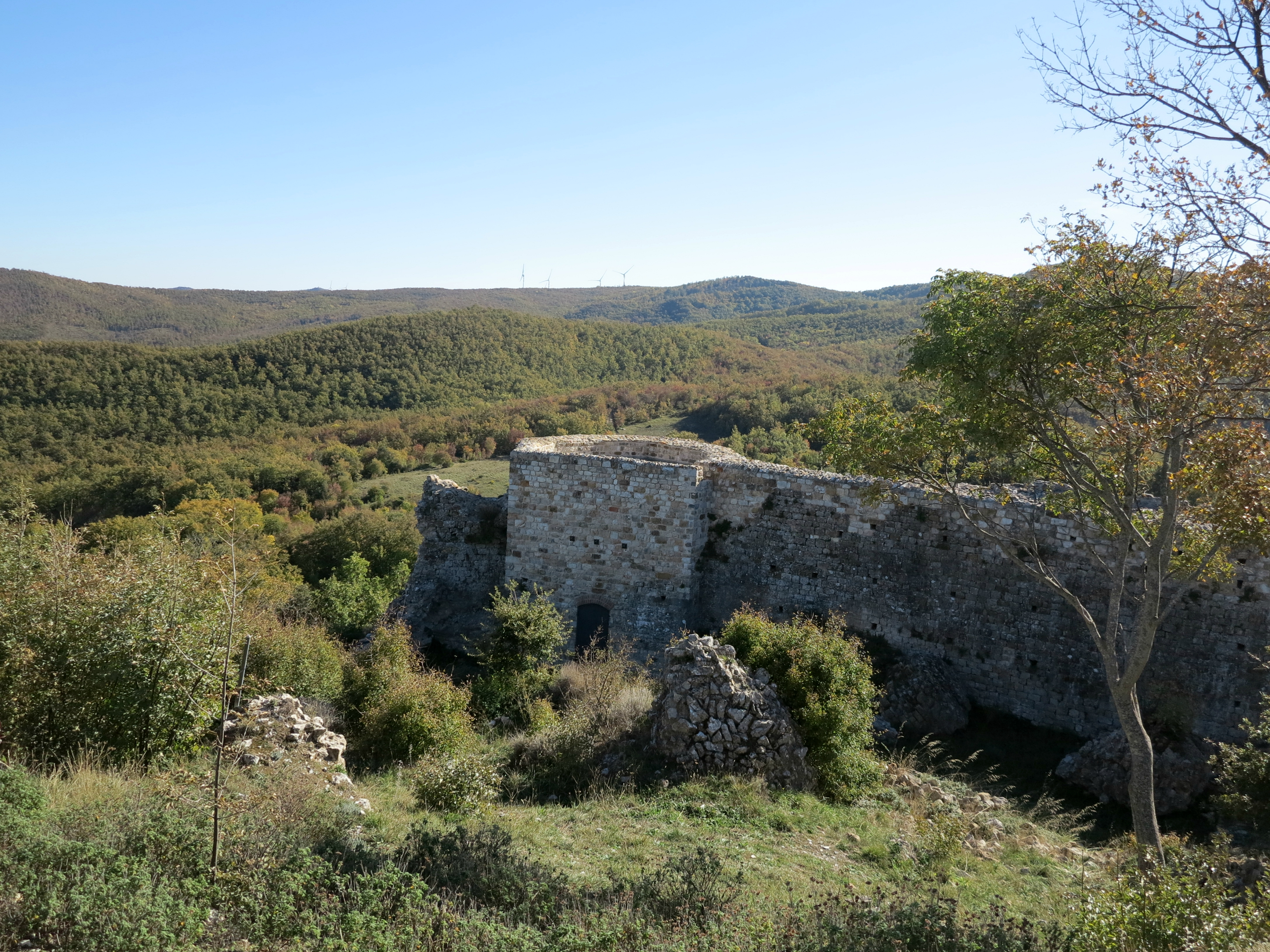
Les ruines du château.

- Le château a une forme carrée massive avec la façade principale orientée au sud, sans ouvertures ni créneaux, avec des fentes d'époque ultérieure. Outre le donjon, elle possède deux tours reliées par de puissants murs : une à l'ouest de plan carré et une à l'est de plan heptagonal. Seule la seconde semble en bon état et accessible aujourd'hui, montrant aux visiteurs une précieuse voûte en berceau. On accède au château par une entrée surélevée située à proximité de la tour ouest et qui est aujourd'hui gravement endommagée. Des bâtiments intérieurs, il ne reste rien, seul le donjon conserve une partie de sa structure dont le reste s'est effondré.